# Cephalaria mauritanica
Cephalaria mauritanica är en tvåhjärtbladig växtart. Cephalaria mauritanica ingår i släktet jätteväddar, och familjen Dipsacaceae.

## Underarter
Arten delas in i följande underarter:
- C. m. maroccana
- C. m. mauritanica
- C. m. rifana